# Israëlisch defensieleger

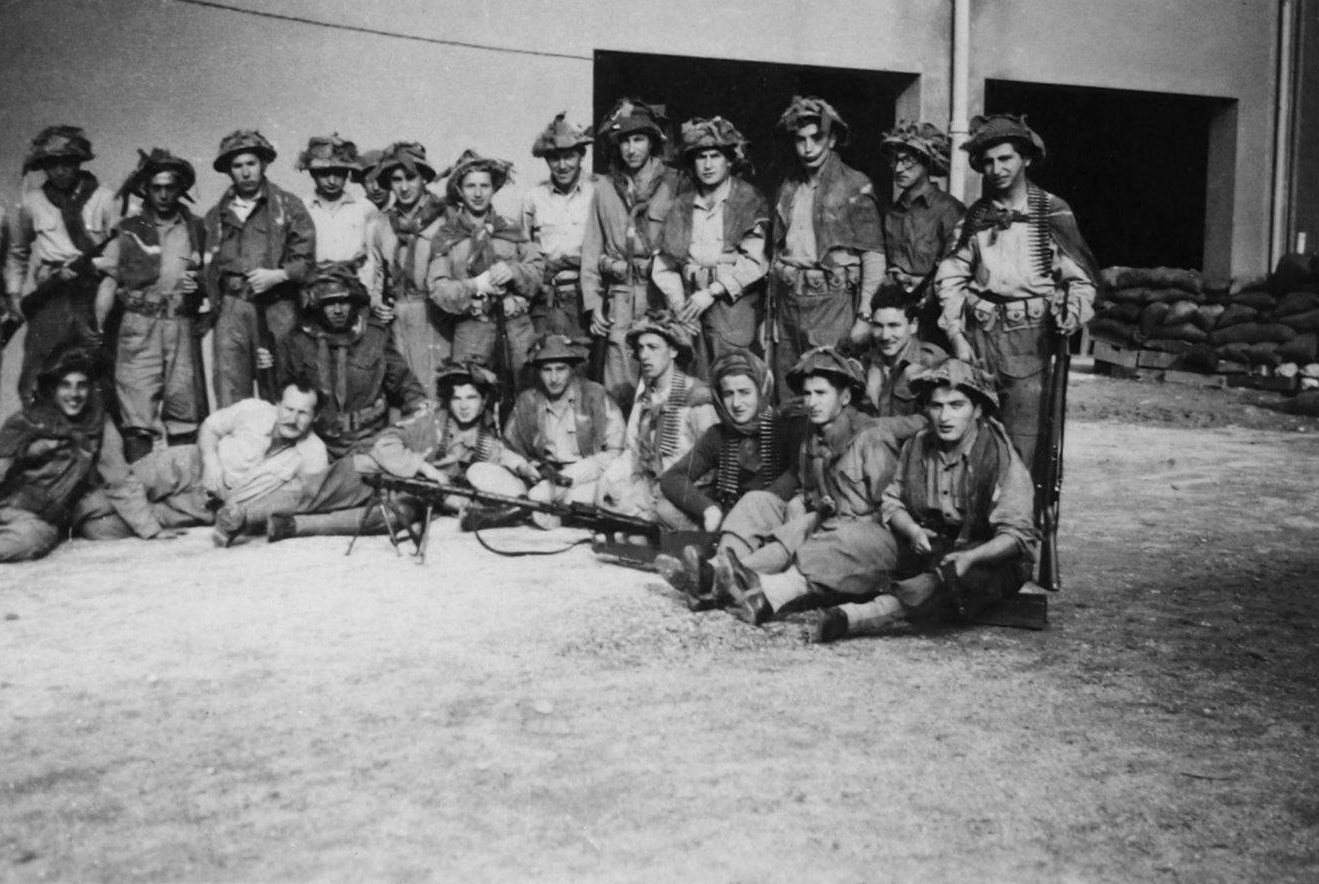
Israëlische troepen in 1948

Het Israëlisch defensieleger  (Hebreeuws: צבא הגנה לישראל - Tseva Hagana Lejisraël) omvat de Israëlische landmacht, de Israëlische marine en de Israëlische luchtmacht. De Israëlische strijdkrachten verschillen in veel opzichten van de meeste andere strijdkrachten ter wereld, zoals dienstplicht voor vrouwen en nauwe relaties tussen landmacht, luchtmacht en marine. 
De acroniemen IDF (Engels: Israel Defense Forces) en Tsahal (Hebreeuws: צה"ל) worden algemeen als synoniem voor dit leger gebruikt. 
Naast de marine, luchtmacht en landmacht heeft de IDF een opperbevelhebber die de taken van o.a. de Militaire Politie en de Mossad waarborgt.

## Geschiedenis
De oorsprong van het huidige leger ligt in het Mandaatgebied Palestina toen Joodse paramilitaire en terroristische groepen als Etsel/Irgun, Lechi en Hagana (opvolger van de Hashomer) gevormd werden. Die groepen richtten zich zowel tegen de Arabische bevolking als tegen de Britse soldaten. Het zionistische ideaal was om een Joodse staat te stichten. 
Tijdens de Eerste Wereldoorlog versloegen de Britten de Turken. Het aan de Britse zijde vechtende Joodse Legioen bleef ten dele achter in het Mandaatgebied Palestina en vormde een eerste professionele Joodse militaire organisatie. In 1917 deed de Britse regering in de Balfour-verklaring de toezegging te helpen bij de totstandkoming van een nationaal tehuis voor Joden in Palestina. Dat stond haaks op het streven van sommige Arabische nationalisten om Palestina te laten opgaan in een Groot-Syrië. Felle nationalistische agitatie resulteerde in april 1920 bij het Nabi Musafeest in een grootschalig oproer in Jeruzalem. Joodse leiders verweten de Britse troepen hen onvoldoende te beschermen en richtten dat jaar de paramilitaire organisatie Hagana op.
De Arabisch-Palestijnse opstand van 1936-1939 bespoedigde de ontwikkeling van een Joodse strijdmacht. Officieel voerden de Britten met het MacDonald White Paper na 1939 een meer pro-Arabische politiek, met beperking van de Joodse immigratie en de vaststelling dat het "nationale tehuis" geen Joodse staat impliceerde. In feite werkte men nauw met de Hagana samen om via de Jewish Settlement Police, de Jewish Auxiliary Forces en de Special Night Squads de Arabische bevolking onder controle te brengen. De Hagana kreeg daartoe Britse training in tactieken en wapenonderricht. Op het platteland werden de kibboetsen versterkt en zo geplaatst dat ze elkaar konden ondersteunen. Zo ontstonden samenhangende verdedigingszones, die voor een deel bepalend waren voor de grenzen van de latere staat Israël.
In 1941, tijdens de Tweede Wereldoorlog, kreeg de Hagana een operationele tak, de Palmach. Die vormde in feite een klein staand legertje van uiteindelijk zo'n zesduizend mannen en vrouwen. De Palmach voerde in opdracht van de Britten in Libanon en Syrië sabotageacties uit tegen Vichy-Frankrijk. In 1944 richtten de Britten de Joodse Brigade op. Leden daarvan sloten zich na de oorlog bij de Palmach aan.
De centrale organisatie maakte het mogelijk een gezamenlijk militair beleid uit te voeren, troepen te concentreren, wapens binnen te smokkelen en een zekere standaardisering van training en uitrusting door te voeren. Veel kenmerken die de IDF nog steeds typeren, hadden in die periode hun oorsprong. Omdat de milities allereerst hun eigen woonplaatsen beschermden, was er een grote eenheid van leger en volk. De verhoudingen waren informeel en de discipline was zwak. Het moreel was echter goed en de motivatie groot. Er was nog geen dienstplicht maar iedere weerbare man werd geacht zijn steentje bij te dragen. Ook vrouwen waren vaak bewapend. Er werd regelmatig en langdurig getraind. Een mobiliseerbaar burgerleger kreeg de prioriteit boven een select beroepsleger. Campagnes moesten daarom kort en beslissend zijn. Dat noopte tot een agressieve strategie met preventieve aanvallen. Er waren intensieve contacten met de internationale wapenhandel, waarbij men zich niet al te veel gelegen kon laten liggen aan nationale of internationale regelgeving. Er waren nauwe banden tussen politiek en leger. Politici werden vaak commandant en commandanten politicus.
Reeds voor de Arabisch-Israëlische Oorlog van 1948 dwong de Palmach met militaire middelen de oprichting van een Joodse staat af. Een campagne met bomaanslagen ondermijnde het Britse gezag. Gewapende confrontaties tussen de Palmach en Arabische strijdgroepen overtuigden de internationale gemeenschap ervan dat het ondoenlijk was om een onafhankelijk Palestina onder een enkelvoudig bestuur met volledig gezag te plaatsen. In november 1947 stelde de aangenomen Resolutie 181 Algemene Vergadering Verenigde Naties aan alle lidstaten voor om Palestina in een Joodse en Arabische staat te verdelen binnen een economische unie. De belangrijkste Joodse groeperingen aanvaardden dit plan weliswaar, maar het werd door de Arabische bevolking en leiders algemeen afgewezen, onder andere omdat een Arabische staat slechts 42% van het gebied zou krijgen tegenover een Joodse staat met 56%. De Palmach had dit al voorzien en was enkele jaren vóór de Britse machtsoverdracht begonnen met de uitvoering van de plannen A, B en C; op 5 april 1948 werd begonnen aan Plan D.
Bij het uitroepen van de staat Israël op 14 mei 1948 werd er vanuit de Hagana een formeel Israëlisch leger opgericht. Dit gebeurde door een besluit van David Ben-Gurion in zijn hoedanigheid van minister van defensie; dit werd door het kabinet bekrachtigd op 31 mei 1948. Na de oprichting van dit Israëlische defensieleger sloten de twee militante ondergrondse Joodse organisaties Etsel en Lechi, - aanvankelijk door Ben-Goerion uitgesloten -, een los verbond met de IDF. Tot aan het einde van de Onafhankelijkheidsoorlog (1948) opereerden deze twee organisaties onafhankelijk van de IDF. Daarna werden ze opgeheven en werden hun leden deel van de IDF.
Leden van de zionistische milities speelden, in de halve eeuw daarna, een belangrijke rol in de Israëlische politiek: Yigal Allon, Moshe Dayan en Yitzhak Rabin waren hooggeplaatste leden van de Hagana-Palmach. Menachem Begin leidde de Irgun, en Yitzhak Shamir was een prominent lid van de Lechi. Drie van deze mannen, Rabin, Shamir en Begin, werden later premier van Israël.
De lokale Arabische bevolking was, ook na versterking door duizenden vrijwilligers uit andere gebieden, militair geen partij voor het veel beter georganiseerde IDF. De Arabische buurlanden erkenden Israël niet en zonden expeditiemachten uit om heel Palestina onder Arabisch gezag te brengen. Daarbij hoopten ze ieder het gebied te kunnen annexeren. Door een geheime overeenkomst met Jordanië kon de IDF zijn krachten concentreren op Egypte. De massamobilisatie gaf de IDF een numeriek overwicht, ondanks het probleem dat de Joodse populatie slechts zeshonderdduizend bedroeg. Men wist ruim honderdduizend soldaten in het veld te brengen. Er werden in 1948 twaalf brigades opgericht, tien infanteriebrigades en twee pantserbrigades. De brigade zou daarna het belangrijkste organisatieniveau blijven. Divisies ofwel Ugdot zijn eigenlijk divisiehoofdwartieren met een wisselende samenstelling aan brigades. De brigades zijn meestal nauw aan een bepaalde regio verbonden die dan bij mobilisatie de meeste troepen levert, die vaak in het burgerleven nauwe contacten met elkaar onderhouden. Een brigade is informeel naar de regio vernoemd. Zo heeft de Golanibrigade haar basis bij de Hoogvlakte van Golan. De Etzionibrigade komt uit West-Jeruzalem en kreeg een steeds grotere omvang die gemobiliseerd kon worden toen de bevolking daar toenam. Om veiligheidsredenen bleef de officiële nummering van de brigades lang geheim en krijgshistorici pasten tot in de jaren 1980 vaak een onjuist nummer toe. Dat gold niet voor de 7e Pantserbrigade, de elite-eenheid van het leger.
Dat men van alle kanten aangevallen werd, leidde tot een "belegeringsmentaliteit" die nog generaties zou doorwerken. De Egyptenaren werden verslagen in een bewegingsoorlog of Blitzkrieg, een tactiek waarin de IDF zich zou gaan specialiseren. Voor die tactiek waren voertuigen nodig die slechts met grote moeite verkregen konden worden. Wapenaankopen zouden een belangrijk deel gaan uitmaken van het buitenlands beleid en men begon het belang in te zien van een eigen wapenproductie, hoewel daarvoor op dat moment nog geen industriële basis was.
De huidige IDF kwam tot stand tussen 1949 en 1956, door veel ervaring op te doen in de verscheidene conflicten met de vijandelijke Arabische buurlanden. Tussen 1956 en 1966 was er een periode van relatieve rust, die de IDF gebruikte om nieuw materieel aan te schaffen en om de organisatie zelf te professionaliseren. Men vermoedt dat Israël in deze periode wapens ontwikkeld heeft.

## Algemeen

### Defensie-uitgaven
De staat Israël geeft per jaar 15 miljard dollar uit aan defensie. Dit is tussen 6,5 en 8,5% van zijn bnp. Daarmee staat het land op plaats 15 van alle landen van de wereld.

##### Steun VS
De Verenigde Staten zijn sinds de Zesdaagse Oorlog de grote politieke en militaire steun en toeverlaat van Israël. Israël kreeg van hen tot 2014 meer dan 121 miljard dollar aan militaire steun.
In september 2016 werd bekend dat de VS verspreid over de komende tien jaar 38 miljard dollar steun gaat geven. Als voorwaarden werden gesteld dat 
1. Israël alle materieel bij Amerikaanse fabrikanten aanschaft en niet bij haar eigen wapenindustrie;
2. Israël er geen brandstof mee koopt voor zijn leger;
3. Israël niet méér vraagt, behalve als er een oorlog uit zou breken.[3].
4. President Barack Obama voegde er wel aan toe dat hij blijvend zou aandringen op een tweestatenoplossing voor het Arabisch-Israëlische conflict.[4]

### Dienstplicht
Dienstplicht is verplicht voor alle Joodse, Samaritaanse, druzische en Circassische mannen en Joodse vrouwen van achttien jaar en ouder, hoewel er uitzonderingen worden gemaakt op basis van geloof of om fysieke en psychologische redenen. Vrouwen moeten twee jaar dienstdoen, mannen drie jaar. Vrouwen mogen vrijwillig drie jaar dienstdoen wanneer zij mee willen doen aan gevechtsmissies, aangezien voor deze missies langere training nodig is. Vrouwen in andere belangrijke posities, zoals programmeurs, dienen ook drie jaar. Vrouwen die meedoen aan gevechtsmissies moeten zich ook enkele jaren inschrijven als reservist, nadat zij klaar zijn met de reguliere training.

#### Charedische joden
Mannen die het charedisch jodendom aanhangen wanneer zij studeren aan de jesjiva's (Talmoedscholen) zijn vrijgesteld van dienstplicht. Deze regel is echter zeer controversieel. Charedische joden mogen dienstdoen in de IDF, maar de meesten doen dat niet.

#### Vrouwen binnen de IDF
Vrouwen zijn ook dienstplichtig, maar ongeveer een derde van de vrouwen gaat niet in dienst om religieuze redenen of omdat ze getrouwd zijn.
Op papier moeten vrouwen net zoals mannen jaarlijks terugkomen om de basistraining op te frissen. In de praktijk worden alleen die vrouwen opgeroepen die gaan deelnemen aan gevechtsmissies, en slechts voor enkele jaren na hun dienstplichtperiode. Er gelden ook andere redenen voor vrouwen om niet meer opgeroepen te hoeven worden, zoals zwangerschap. Tijdens de oorlog van 1948, toen er een tekort was aan mankracht, hebben veel vrouwen aan de strijd deelgenomen. Afgezien daarvan worden vrouwen doorgaans niet ingezet voor gevechtsmissies maar in plaats daarvan voor ondersteunende technische en administratieve taken. de IDF heeft echter wel meerdere malen de voorkeur gegeven aan vrouwelijke instructeurs voor het trainen van voornamelijk mannelijke tanksoldaten. Het idee hierachter is dat vrouwelijke instructeurs van rond dezelfde leeftijd als de jonge dienstplichtige mannen meer aandacht van de soldaten tijdens hun opleiding zullen krijgen.
Na een geschil in 1994 besloot de Israëlische rechtbank dat vrouwen weer onderdeel van de luchtmacht mochten worden. Een joodse immigrante van Zuid-Afrikaanse origine, Alice Miller, had hier bij de rechtbank op aangedrongen. Hoewel vrouwelijke vliegers tijdens de Onafhankelijkheidsoorlog en de Suezcrisis transportvliegtuigen hadden bestuurd was de luchtmacht weer verboden gebied geworden voor vrouwen. Ondanks dat zij zelf niet door de keuring kwam, zorgde dit besluit ervoor dat vrouwen in meerdere gevechtsonderdelen toegelaten werden. Vanaf 2005 zijn vrouwen toegestaan in 83% van de gevechtsonderdelen inclusief de marine (behalve onderzeeërs) en de artillerie. Vrouwen mogen zich vrijwillig melden voor gevechtsonderdelen.

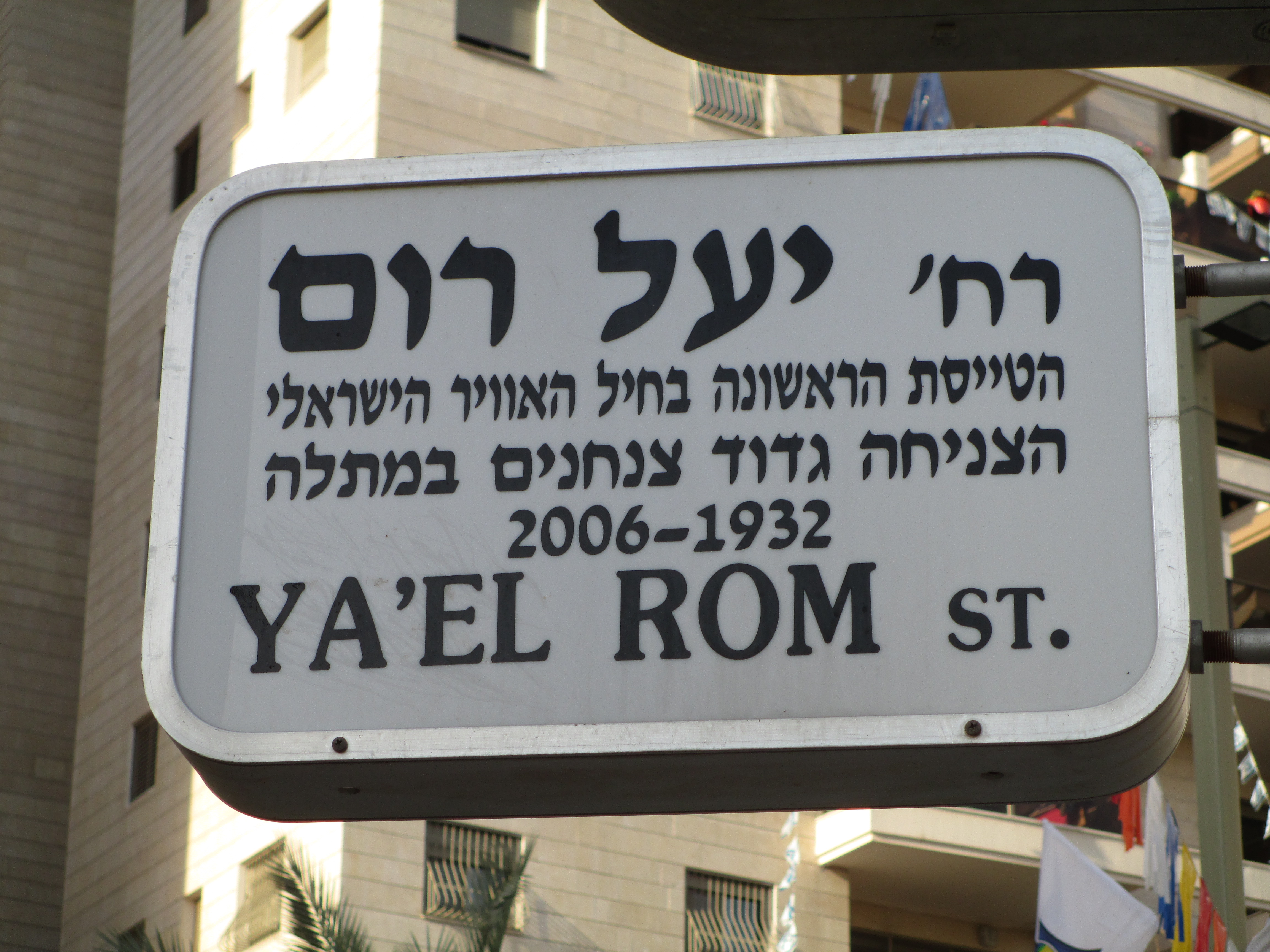
Yeal Rom street in Petah Tikva

In 2002 bestond 33% van de lage officiersrangen, 21% van de kapiteins en majoors en 3% van de hogere rangen uit vrouwen.
450 vrouwen dienen vandaag de dag in gevechtsonderdelen, voornamelijk bij de grenspolitie. Yael Rom was de eerste vrouwelijke piloot. De eerste vrouw die in een straalvliegtuig vloog, was Roni Zuckerman in 2001. In november 2007 werd de eerste vrouw gepromoveerd tot plaatsvervangend squadroncommandant.

### Rangen
Elk legeronderdeel kent dezelfde rangen. Voor alle rangen beneden die van officier (en ook voor sommige van deze) geldt dat bevordering plaatsvindt op grond van de tijd die men in het leger doorbrengt en niet vanwege taakvervulling of verdienste.

### Speciale eenheden
Evenals de legers van vele andere staten kennen de Israëlische strijdkrachten ook special forces voor het uitvoeren van bijzondere opdrachten. 

## Opperbevel
De opperbevelhebber wordt geassisteerd door één viceopperbevelhebber en een generale commandoraad. De opperbevelhebber wordt gezamenlijk verkozen door en legt verantwoording af aan de minister van Defensie (sinds 2022 Yoav Galant) en de minister-president (sinds 2022 Benjamin Netanyahu). In de Knesset, het Israëlisch parlement, wordt het leger met name gevolgd door de commissie van buitenlandse zaken en veiligheid.
De bevelhebbers over het leger, sinds de onafhankelijkheid van Israël, waren:
| Nr.    | Opperbevelhebber ראש המטה הכללי | Opperbevelhebber ראש המטה הכללי                           | Ambtstermijn     | Ambtstermijn     | Krijgsmachtdeel / Eenheid | Krijgsmachtdeel / Eenheid          |
| ------ | ------------------------------- | --------------------------------------------------------- | ---------------- | ---------------- | ------------------------- | ---------------------------------- |
| 1      | Yaakov Dori                     | Rav Aluf Yaakov Dori יעקב דורי (1899–1973)                | 1 juni 1947      | 10 november 1949 |                           | Generale Staf                      |
| 2      | Yigael Yadin                    | Rav Aluf Yigael Yadin יגאל ידין (1917–1994)               | 10 november 1949 | 6 december 1952  |                           | Generale Staf                      |
| 3      | Mordechai Maklef                | Rav Aluf Mordechai Maklef מרדכי מקלף (1920–1978)          | 6 december 1952  | 6 december 1953  | Grondmacht                | Infanterie (Carmeli-brigade)       |
| 4      | Moshe Dayan                     | Rav Aluf Moshe Dayan משה דיין (1915–1981)                 | 6 december 1953  | 30 januari 1958  | Grondmacht                | Infanterie (Etzioni-brigade)       |
| 4      | Moshe Dayan                     | Rav Aluf Moshe Dayan משה דיין (1915–1981)                 | 6 december 1953  | 30 januari 1958  | Grondmacht                | Cavalerie (Hativa Shmoneh-brigade) |
| 5      | Chaim Laskov                    | Rav Aluf Chaim Laskov חיים לסקוב (1919–1982)              | 30 januari 1958  | 1 januari 1961   | Grondmacht                | Cavalerie (Hativa Sheva-brigade)   |
| 5      | Chaim Laskov                    | Rav Aluf Chaim Laskov חיים לסקוב (1919–1982)              | 30 januari 1958  | 1 januari 1961   | Luchtmacht                | Jachtvliegtuigen                   |
| 6      | Tzvi Tzur                       | Rav Aluf Tzvi Tzur צבי צור (1923–2004)                    | 1 januari 1961   | 1 januari 1964   | Grondmacht                | Infanterie (Givati-brigade)        |
| 7      | Yitzhak Rabin                   | Rav Aluf Yitzhak Rabin יִצְחָק רַבִּין (1922–1995)              | 1 januari 1964   | 1 januari 1968   | Grondmacht                | Cavalerie (Harel-brigade)          |
| 8      | Chaim Bar-Lev                   | Rav Aluf Chaim Bar-Lev חיים בר-לב (1924–1994)             | 1 januari 1968   | 1 januari 1972   | Grondmacht                | Cavalerie (Harel-brigade)          |
| 9      | David Elazar                    | Rav Aluf David Elazar דוד אלעזר (1925–1976)               | 1 januari 1972   | 4 april 1974     | Grondmacht                | Cavalerie (Hativa Sheva-brigade)   |
| [ 10 ] | Itzhak Hofi                     | Aluf Itzhak Hofi יצחק חופי (1927–2014)                    | 4 april 1974     | 16 april 1974    |                           | Militaire Inlichtingen             |
| 10     | Motta Gur                       | Rav Aluf Motta Gur מוטה גור (1930–1995)                   | 16 april 1974    | 16 april 1978    | Grondmacht                | Infanterie (Parachutistenbrigade)  |
| 11     | Rafael Eitan                    | Rav Aluf Rafael Eitan רפאל איתן (1929–2004)               | 16 april 1978    | 20 april 1983    | Grondmacht                | Infanterie (Parachutistenbrigade)  |
| 12     | Moshe Levi                      | Rav Aluf Moshe Levi משה לוי (1936–2008)                   | 20 april 1983    | 20 april 1987    | Grondmacht                | Infanterie (Golani-brigade)        |
| 13     | Dan Shomron                     | Rav Aluf Dan Shomron דן שומרון (1937–2008)                | 20 april 1987    | 1 januari 1995   | Grondmacht                | Infanterie (Parachutistenbrigade)  |
| 14     | Ehud Barak                      | Rav Aluf Ehud Barak אֵהוּד בָּרָק (1942)                       | 1 april 1991     | 1 januari 1995   |                           | Militaire Inlichtingen             |
| 15     | Amnon Lipkin-Shahak             | Rav Aluf Amnon Lipkin-Shahak אמנון ליפקין-שחק (1944–2012) | 1 januari 1995   | 8 juli 1998      | Grondmacht                | Infanterie (Parachutistenbrigade)  |
| 16     | Shaul Mofaz                     | Rav Aluf Shaul Mofaz שאול מופז (1948)                     | 8 juli 1998      | 8 juli 2002      | Grondmacht                | Infanterie (Parachutistenbrigade)  |
| 17     | Moshe Ya'alon                   | Rav Aluf Moshe Ya'alon משה יעלון (1950)                   | 8 juli 2002      | 1 juni 2005      | Grondmacht                | Infanterie (Parachutistenbrigade)  |
| 18     | Dan Halutz                      | Rav Aluf Dan Halutz דן חלוץ (1948)                        | 8 juli 2002      | 1 juni 2005      | Luchtmacht                | Jachtvliegtuigen                   |
| 19     | Gabi Ashkenazi                  | Rav Aluf Gabi Ashkenazi גַבִּי אַשְׁכְּנַזִּי (1954)                 | 14 februari 2007 | 14 februari 2011 | Grondmacht                | Infanterie (Golani-brigade)        |
| 20     | Benny Gantz                     | Rav Aluf Benny Gantz בני גנץ (1959)                       | 14 februari 2011 | 15 februari 2015 | Grondmacht                | Infanterie (Parachutistenbrigade)  |
| 21     | Gadi Eizenkot                   | Rav Aluf Gadi Eizenkot גדי איזנקוט (1960)                 | 15 februari 2015 | 15 januari 2019  | Grondmacht                | Infanterie (Golani-brigade)        |
| 22     | Aviv Kochavi                    | Rav Aluf Aviv Kochavi אביב כוכבי (1964)                   | 15 januari 2019  | 16 januari 2023  | Grondmacht                | Infanterie (Parachutistenbrigade)  |
| 23     | Herzi Halevi                    | Rav Aluf Herzi Halevi הרצי הלוי (1967)                    | 16 januari 2023  | 5 maart 2025     |                           |                                    |
| 24     | Eyal Zamir                      | Rav Aluf Eyal Zamir אייל זמיר (1966)                      | 5 maart 2025     | heden            |                           |                                    |

## Takken van het leger
- Israëlische landmacht
  - Infanterie ( חיל רגלים ); parate eenheden:
    - Givati-brigade ( גבעתי ), voor de zuidelijke regio, bij de Gazastrook.
    - Golani-brigade ( גולני ), voor de noordoostelijke en noordwestelijke regio.
    - Nahal-brigade ( נח"ל ) voornamelijk in bezet stedelijk gebied.
    - Kfir Brigade, tegen Palestijns verzet en terrorisme op de Westelijke Jordaanoever.
    - Parachutistenbrigade ( צנחנים )
    - Elite-eenheden SF en ST (Sayeret)

  - Pantser ( שריון ); parate eenheden:
    - Gepantserde Brigade 'Barak'
    - Sheva'-Brigade (Hebr.: Hativa Sheva, ook: 7th Armored Brigade)

  - Artillerie ( תותחנים )
  - Genietroepen ( הנדסה קרבית )
- Israëlische luchtmacht (IAF) (חיל האוויר Heyl ha'Avir)
  - Gevechtsvliegtuigen
  - Tankvliegtuigen
  - AWACS
  - Helikopters
  - Vrachtvliegtuigen
  - Nun Mem (Neged Metosim) - Luchtafweer
- Israëlische Marine ( חיל הים )
  - Verkenningsboten
  - Raketschepen
  - Onderzeeboten
  - Shayetet 13
- Geheime dienst ( מודיעין ), bekend onder de afkorting ´Amman´ en die weer deel uitmaakt van de Israëlische Intelligence gemeenschap.
- Steun
  - Logistiek
  - Onderhoud
  - Medisch Korps
  - Militaire Politie (MP)
  - Militaire Rechtbank
  - Militaire Chef Rabbi
  - Militaire Scholen \ Militaire Academie
- Defensie (landsverdediging) (Pikud Ha'Oref - opgericht als vervanger van de HAGAH na de Eerste Golfoorlog)[bron?]
  - Opsporing en redding
- Burgerlijke Diensten
  - COGAT voor implementatie van Israëls politiek in Israëlische gemeenschappen op de Westelijke Jordaanoever en in de Gazastrook.
  - Jeugd en Centrum
  - Nahal
  - Vrouwenzaken

## Atoomwapens
Mordechai Vanunu, een Anglicaan geworden Joodse Israëli, die zijn naam veranderd heeft in John Crossman, werkte in het kernreactorcomplex Dimona in de Negev woestijn. Hij heeft wereldkundig gemaakt dat Israël over kernwapens beschikt. Daarna werd hij door de Mossad naar Israël ontvoerd, alwaar hij op 28 maart 1988 tot een achttien jaar durende gevangenisstraf werd veroordeeld. Na zijn vrijlating op 21 april 2004 wordt zijn bewegingsvrijheid sterk beperkt en staat hij onder censuur. Hij wil heel graag emigreren, maar Israël vindt dit een risico voor de staatsveiligheid.
De 39e President van de Verenigde Staten, Jimmy Carter, onder wiens begeleiding de Camp David-akkoorden tot stand kwamen (1978), heeft tijdens een persconferentie ter gelegenheid van het Hay Festival in Wales gezegd dat Israël over 150 kernwapens beschikt.

## Kritiek uit eigen kring
Er zijn geregeld Joodse Israëli's die alleen of in groepjes tijdens hun diensttijd gewetensbezwaren krijgen met taken die zij binnen het leger te vervullen krijgen. Meestal taken die verband houden met het handhaven van de orde -preciezer gezegd: de manier waarop die taken in de praktijk werden vervuld- in de "bezette gebieden" ("the territories" (de gebieden)).
Jeshayahu Leibowitz, overleden in 1994, Thorageleerde, chemicus en gematigd zionist, sprak al over een gesprek dat hij had met een loyaal Israëlisch officier die gewetensbezwaren kreeg door wat hij met zijn legereenheid moest doen in een Palestijns dorp (vóór 1987).

### Breaking the Silence
Breaking the Silence (Verbreken van het stilzwijgen, Hebreeuws: שוברים שתיקה Shovrim Shtika) is een Israëlische ngo ontstaan in de eerste jaren van de 21e eeuw. In eerste instantie waren het militairen die onoverkomelijke bezwaren kregen ten aanzien van wat zij hun IDF-eenheden zagen doen in Hebron en waar zij aan mee moesten doen. Ervaringen en verhalen van deze gewetensbezwaarden werden vastgelegd, gedocumenteerd en gepubliceerd. In de jaren die volgden waren er andere militairen die hun verhaal kwamen vertellen. Deze ex-militairen gaan er het land mee in en spreken er ook in het buitenland over (aan de hand van fotoreportages). Via hun website informeren zij het grote publiek.
Begin 2016 begon de openbare aanklager met een actie die de doodssteek voor B'Tselem kan betekenen. Hij wil dat de beweging de identiteit van haar bronnen c.q. getuigen bekendmaakt; die getuigen echter op voorwaarde van anonimiteit aangezien zij represailles van de legerleiding vrezen.
Het is Breaking the Silence te doen om gesprekken met het leger opdat de legerleiding maatregelen treft om schendingen van het recht te voorkomen. Als klokkenluiders gaat het hen om de morele kwaliteit van het Israëlische leger (en dus tijdens legeracties), niet om het leger in diskrediet te brengen.
Militairen die sinds eind 2023 in Gaza dienden in de Oorlog Hamas-Israël, getuigden van een systematische aanpak met de opdracht 'totale vernietiging' bij het verwoesten van gebouwen en landbouwgebieden voor een bufferzone. Ze waren verplicht te schieten op Palestijnen die, onwetend, die zone betraden. Volwassen mannen moesten daar doodgeschoten worden.

### 27 piloten
In september 2003 werd de inhoud bekend van een brief waarin 27 piloten zich richtten tot de commandant van de Luchtmacht. Zij kondigden daarin aan dat zij voortaan geen bevelen meer zouden gehoorzamen waarbij burgers in gevaar zouden worden gebracht. Ze stelden onder meer: Wij, actieve en reservepiloten, zijn tegen het uitvoeren van illegale en immorele aanvallen van het type zoals die worden uitgevoerd in "de gebieden". Wij weigeren deel te nemen aan luchtaanvallen op burgerdoelen/bevolkingscentra. Op 10 april 2025 publiceerden ongeveer 1000 piloten - dienstdoende reservisten en senior-functionarissen - een brief waarin ze opriepen om alle gijzelaars terug te halen ook al zou dat het einde van de oorlog Hamas-Israël betekenen: "De huidige oorlog dient hoofdzakelijk politieke en persoonlijke belangen." Ze werden door de luchtmachtcommandant Tomer Bar met ontslag bedreigd.

### 43 leden van Unit 8200
2014. Drieënveertig leden van de elite intelligentie-Eenheid 8200, in actieve dienst en reservisten, richtten zich in september 2014 in een open brief, maar anoniem, aan premier Benjamin Netanyahu. Zij protesteerden daarin tegen de geheime militaire activiteiten tegen Palestijnen op de Westelijke Jordaanoever en ín de Gazastrook in 2014, aangezien aan deze activiteiten en deze operatie volgens hen politieke motieven en geen veiligheidsoverwegingen ten grondslag lagen (“The intelligence that is gathered [in the West Bank] harms innocent people and is used for the purposes of political persecution and violating the privacy of Palestinians,” said the letter).
Op 26 januari 2015 werden zij uit dienst ontslagen.

### 250 leden van Unit 8200
2025. Meer dan 250 reservisten en alumni van de elite-unit 8200 publiceerden op 11 april 2025 een brief, waarin ze solidariteit betuigden met de oproep van de piloten om de gijzelaars terug te halen, ook al zou dit een directe verandering in de oorlog betekenen. De  oorlog dient politieke belangen. Premier Benjamin Netanyahu uitte daarop de beschuldiging dat 'links-radicalen, werkend bij door het buitenland gefinancierde organisaties' de brieven hadden geschreven om zijn regering ten val te brengen.

### Waarschuwing
Op de Herdenkingsdag van de Shoah in 2016 hield de tweede man van de IDF, majoor-generaal Yair Golan een toespraak waarover de nodige ophef ontstond. Hij waarschuwde dat "misselijkmakende ontwikkelingen in Europa, en in Duitsland in het bijzonder, 70, 80 en 90 jaar geleden...nu, anno 2016, ook in ons midden zijn."
"Er is niets gemakkelijker dan de vreemdeling te haten, er is niets eenvoudiger dan angst te zaaien en te intimideren".
"Juist op de Dag van de Shoah moeten we ook naar onszelf kunnen kijken of ook bij ons tekenen van intolerantie zijn...die de weg naar morele degradatie inluiden".
Aanleiding voor zijn woorden waren de verontwaardigde reacties in Israël op de arrestatie van een Israëlisch soldaat die in Hebron een reeds ontwapende Palestijn, die gewond op de grond lag, had doodgeschoten. De Minister van Defensie, Moshe Yaalon, nam het voor Golan op.

## Dienstweigeraars / Shministim
Vrijstelling van militaire dienst in Israël is mogelijk, maar het is moeilijk om dienst te weigeren. De Israëlische wet zou vrijstelling vanwege pacifisme toestaan, maar het zg. "ongeschiktheidscomité" van het leger erkent geen dienstweigering uit gewetensbezwaren, hooguit uit religieuze redenen (bij Charedim, soms bij vrouwen). Wie, na te zijn opgeroepen, dienst weigert, wordt tot x weken gevangenisstraf veroordeeld, na vrijlating volgt een nieuwe oproep, etc. (Zo had Nathan Blanc na 8 veroordelingen 177 dagen in de cel doorgebracht). Ten slotte wordt iemand "ongeschikt voor de militaire dienst" verklaard. Dienstweigeren is ook een erg moeilijke keuze om redenen dat het leger in heel hoog aanzien staat nadat het een centrale rol speelde bij het ontstaan en de instandhouding van de staat Israël. Dat wordt zichtbaar bij de viering van verschillende gedenkdagen, of bij televisiebeelden van de jaarlijkse plechtigheid op de Massada, waar een nieuwe lichting de eed wordt afgenomen. Je diensttijd is een belangrijk onderdeel van je cv. Als je afstand neemt van het leger, de IDF, dan bepaalt dat je verdere leven:
je toekomstperspectief, de relatie met je familie, vrienden en buren, en wellicht je partnerkeuze. Dit speelt ook bij minderheidsgroepen (druzen, Circassiërs).

## B'Tselem stopt juridische bijstand
Na 25 jaar stopt de Israëlische mensenrechtenorganisatie B'Tselem ermee Palestijnen te helpen wanneer zij een klacht willen indienen tegen militairen van de IDF. Dit meldde de organisatie in een rapport in mei 2016. Als reden stelde zij dat "het geen zin heeft dat nog te doen als het hele systeem erop gericht is om misstanden te verhullen".
De organisatie gebruikte haar juridische expertise en mogelijkheden om in Israël op de aangewezen manier en plaats klachten in te dienen. de IDF heeft namelijk geen aanspreekpunten in de bezette gebieden waar klachten kunnen worden ingediend; Palestijnen uit de door Israël bezette gebieden krijgen meestal geen toestemming om daarvoor naar Israël te reizen).
Van de 739 klachten die B'Tselem sinds 2000 bij de IDF indiende (o.a. misbruik van Palestijnen als menselijk schild of zelfs het doden van Palestijnen), kwam het in slechts 25 gevallen tot vervolging en in zo'n 70% van de gevallen werd geen enkele actie ondernomen. B'tselem wil niet langer "schaamlap" zijn, meewerken aan de illusie van een rechtssysteem.

## Jongeren voor Israëlische militaire rechtbanken
Op de bezette Westelijke Jordaanoever worden jaarlijks zo'n 700 Palestijnse jongeren van 12 jaar en ouder voor Israëlische militaire rechtbanken geleid en veroordeeld. Jongeren van 16 en 17 jaar kunnen als volwassenen berecht worden. De meeste kinderen worden gearresteerd op grond van verdenking, zonder arrestatiebevel. Kinderen jonger dan 12 worden soms urenlang vastgehouden en ondervraagd. Nogal wat straatjongens bekogelen Israëlische legerjeeps of kolonisten als blijk van verzet met stenen. Op grond van Militaire Order 1651 kan voor het gooien van stenen een gevangenisstraf van 10 tot 20 jaar opgelegd worden.
Als de jongere is opgespoord, dan wordt hij of zij vaak midden in de nacht uit huis gehaald en meegenomen naar een politiebureau. Dan volgen ondervragingen en later voorgeleiding. Celstraffen van 6 maanden zijn geen uitzondering. Kinderpsychiaters Peter Adriaenssens en Linda Vogtländer leggen in een artikel uit hoe fnuikend deze strafpraktijk is voor de psychische en fysieke gezondheid van deze kinderen. Verlies van vertrouwen in volwassenen, agressiviteit en depressies, zelfs zelfdoding kunnen de gevolgen zijn. Met een groep andere experts onder leiding van Jaap Doek (voormalig voorzitter van het VN-Kinderrechtencomité) schreef mevrouw Vogtländer een rapport naar aanleiding van een onderzoek ter plaatse in 2013; dat werd op 17 april 2014 aangeboden aan de Nederlandse Tweede Kamercommissie voor Buitenlandse Zaken. In februari 2013 bracht Unicef een rapport uit over de situatie van kinderen in Israëlische gevangenschap.
Ondanks herhaalde oproepen om de nachtelijke arrestaties, de psychische mishandeling en marteling van Palestijnse kinderen in Israëlische militaire detentie te beëindigen, had Israël in 2013 nog geen daadwerkelijke veranderingen aangebracht in het stoppen van geweld tegen kinderen in gevangenschap. Naar aanleiding van de nachtelijke arrestatie in december 2017 van de Palestijnse tiener Ahed Tamimi die voor een Israëlische militaire rechtbank moest verschijnen, riepen mensenrechten-deskundigen van de VN Israël op om zich te houden aan het Verdrag inzake de rechten van het kind.
In maart 2018 bracht B'Tselem een nieuw rapport uit getiteld "Minors in Jeopardy" ('Kinderen in gevaar'.): Violation of the Rights of Palestinian Minors by Israel's Military Courts. Daarin wordt vermeld dat er daadwerkelijk nauwelijks iets veranderd is in de detentie en behandeling van minderjarigen binnen Israëlische militaire gevangenissen, terwijl de Israëlische autoriteiten hadden beweerd dat er aanmerkelijke hervormingen hadden plaatsgevonden in het systeem van detentie en vervolging van Palestijnse kinderen. Kinderen ondergaan het proces in volslagen isolatie zonder hun ouders of bijstand door een advocaat. De ondervragers spreken vaak niet hun taal en zijn er alleen op uit om van de kinderen een bekentenis of informatie los te krijgen.